# 鉱業地理学
鉱業地理学（こうぎょうちりがく、英: the geography of mineral production）は、経済地理学の一分野で、鉱業について地理学的な研究を行う学問分野のことである。

## 概要
鉱業地理学の研究において、鉱山集落が研究対象として重要視されている。近代地理学においては、ジャン・ブリュンヌは鉱山集落に着目し、マーフィーは空間的パターンに着目している。この他プラットは土地利用に着目し、鉱業パターンの特徴を見いだしている。

## 工業地理学との関係
工業において鉱物資源が原料として利用されることから、鉱業地理学は工業地理学との関連が深い。なお、鉱業地域の立地は工業地域の立地に影響を及ぼすほか、鉱産資源の加工業は鉱業地域で発達する。

## 課題
鉱業地理学は、農業地理学など他の経済地理学の分野と比べ、関心が低く研究が不振だという指摘があり、その背景には、鉱業では地上での占有範囲が限られていることのほか、地質学や経済学の知識や鉱物資源の採掘技術などが求められるため地理学研究が困難であることが挙げられている。実際、川崎茂は日本国内での鉱山集落の地理学的研究自体が十分に発達していないと指摘している。